# Microcryptorhynchus perpusillus
Microcryptorhynchus perpusillus är en skalbaggsart som först beskrevs av Francis Polkinghorne Pascoe.  Microcryptorhynchus perpusillus ingår i släktet Microcryptorhynchus och familjen vivlar. Inga underarter finns listade i Catalogue of Life.